# Austrolimnophila danbulla
Austrolimnophila danbulla là một loài ruồi trong họ Limoniidae. Chúng phân bố ở miền Australasia.